# 宋应昇
宋应昇（1578年—1646年），字元孔。江西省南昌府奉新县北乡人，明朝官员。

## 生平
宋國霖四子，母亲魏氏，弟弟是宋应星。是明代尚书宋景曾孙，宋承庆之孙。宋应昇與弟宋應星同中萬曆乙卯（1615年）舉人，時人稱二兄弟為二宋。1631年擔任浙江桐鄉縣令，後補任廣東肇慶府恩平知縣，不久升任高州府同知，再升任廣州府知府。宋应昇得知甲申之變後，悲憤生病，1646年服毒自盡。

## 著作
著作有《方玉堂詩賦文集》。

## 儿子
- 宋士穎（1623年—1672年），字茂挺，著有《芄園詩集》。
- 宋士璜
- 宋士頵（1634年—1707年），字茂韞，號寓園。
- 宋士瑣
- 宋士融